# Chronologie du Mali
Cette chronologie répertorie les principales dates de l’histoire du Mali.

## Empire du Ghana
- VIIIe siècle : Kaya Magan Cissé (« le maître de l’or ») renversa la dynastie berbère qui dominait les Soninkés depuis le IVe siècle .
- Fin du IXe siècle : fondation de la ville de Djenné.
- 1076 : les Almoravides prennent la capitale qui entraîne l’effondrement de l’empire du Ghana.
- XIIe siècle et XIIIe siècle. Le royaume de Sosso se développe jusqu’au règne de Soumaoro Kanté.

## Empire du Mali
- 1218 : mort de Naré Maghann Konaté, roi du Manding et père de Soundiata Keïta.
- 1222 : Soundiata Keïta devient le premier empereur du Mali et fixe la capitale à Niani. Il proclame la Charte du Manden.
- 1235 : Soundiata Keïta vainc l’armée de Soumaoro Kanté lors de la bataille de Kirina.

- 1255 : mort de Soundiata Keïta. Son fils Mansa Oulé Keïta prend sa succession.
- 1270- 1274 : Ouati Keïta empereur du Mali.
- 1274- 1275 : Khalifa Keïta empereur du Mali.
- 1275- 1285 : Abubakar I empereur du Mali.
- 1285- 1300 : Sakoura empereur du Mali.
- XIVe siècle : les Dogons, venus du Mandé, s’installent à Kani Bozon et dans la falaise de Bandiagara.
- 1300- 1305 : Gao empereur du Mali.
- 1305- 1310 : Mohammed ibn Gao empereur du Mali.
- 1310- 1312 : Abubakar II empereur du Mali. Il meurt en tentant de traverser l’océan Atlantique.
- 1312-1337 : Mansa Moussa (ou Kango Moussa) empereur du Mali. Il effectue un pèlerinage à La Mecque en 1324. Sous son règne, l’empire du Mali atteint son apogée allant de l’océan Atlantique à l’Adrar des Ifoghas.

- 1328 : construction de la mosquée de Tombouctou.
- 1337-1341 : Mansa Maghan empereur du Mali.
- 1341-1360 : Mansa Souleiman empereur du Mali.
- 1360 : Kassa empereur du Mali.
- 1360-1374 : Mansa Maghan empereur du Mali.
- 1374-1387 : Moussa II empereur du Mali.
- 1387-1389 : Maghan II empereur du Mali.
- 1389-1390 : Sandaki empereur du Mali.

## De l’Empire songhaï à la pénétration coloniale
- 1400 : Maga Diallo établit un royaume peul dans le Delta intérieur du Niger.
- 1443 : les Touaregs s’emparent de Tombouctou et de Djenné.
- 1464-1492 : Sonni Ali Ber empereur Songhay.
- 1470 : Djenné est conquise par l’empereur de Gao.
- 1493-1528 : Askia Mohammed empereur songhaï
- Fin du XVIe siècle : Fondation de Bamako.
- 1591 : Djenné est conquise par les marocains
- 1633-1650 : Règne de Sounsa Coulibaly (royaume bambara du Kaarta).
- 1652-1682 : règne de Kaladjan Coulibaly (royaume bambara de Ségou).
- 1712-1755 : règne de Biton Coulibaly(royaume bambara de Ségou).
- 1755-1757 : règne de Dinkoro Coulibaly(royaume bambara de Ségou).
- 1766-1790 : règne de Ngolo Diarra (royaume bambara de Ségou).
- 1770 : fondation de la ville de Bandiagara.
- 1790-1808 : règne de Monzon Diarra (royaume bambara de Ségou).
- 1808-1827 : règne de Da Diarra (royaume bambara de Ségou).
- 1819 : Sékou Amadou fonde l’empire peul du Macina

## La colonisation française
- 1805-1830 Hawa Demba Diallo règne sur le royaume du Khasso.
- 1828 (20 avril) : René Caillé entre dans la ville de Tombouctou.
- 1844 : mort de Sékou Amadou, son fils Amadou Sékou lui succède à la tête de l’empire peul du Macina
- 1845 : Mansa Daoula Traoré devient roi du Kénédougou
- 1852 : Ahmadou Ahmadou succède à Amadou Sékou à la tête de l’empire peul du Macina.
- 1854 : El Hadj Oumar Tall conquiert le royaume bambara du Kaarta.
- 1855 : Faidherbe, gouverneur du Sénégal, fait construire un fort à Médine. El Hadj Oumar Tall fait construire un tata (fort) à Koniakary
- 1857 (Avril): El Hadj Oumar Tall déclare la guerre contre le royaume du Khasso et assiège le fort de Médine, qui sera libéré par les troupes de Louis Faidherbe le 18 juillet 1857.
- 1860 : Daouda Traoré devient roi du Kénédougou
- 1861 (10 mars) : conquête du royaume bambara de Ségou par El Hadj Oumar Tall.
- 1862 : Daouda Traoré, roi du Kénédougou est détrôné par N'Golo Kounanfan Traoré.
- 1862 (16 mars) : conquête d’Hamdallaye, capitale de l’empire peul du Macina par El Hadj Oumar Tall.
- 1864 : décès de El Hadj Oumar Tall.
- 1866 - 1893 : règne de Tiéba Traoré au royaume du Kénédougou autour de Sikasso.
- 1883 (1er février) : les Français, avec Borgnis-Desbordes entrent à Bamako.
- 1883 (29 février) : défaite des troupes de Samory Touré à Woyowayanko.
- 1890 (6 avril) : le commandant Louis Archinard entre à Ségou.
- 1891 (14 février): Bataille de Diéna entre les Bambaras et les troupes coloniales du colonel Louis Archinard. 1600 morts chez les Bambaras et 150 dans les troupes du Colonel Louis Archinard.
- 1892 : Kayes devient la capitale du Haut Sénégal-Niger.
- 1893 : Babemba Traoré devient roi du Kénédougou
- 1893 : le colonel français Louis Archinard s’empare de Djenné.
- 1893 (29 avril) : les Français occupent Bandiagara.
- 1898 (1er mai) : les Français s'emparent de Sikasso. Babemba Traoré se donne la mort.
- 1898 (29 septembre) : Samory Touré est capturé par le capitaine Gouraud et exilé au Gabon où il meurt en captivité le 2 juin 1900.
- 1899 (17 octobre) : Bamako devient la capitale du Haut Sénégal-Niger.
- 1904 : inauguration de la ligne de chemin de fer de Dakar au Niger.
- 1907 : reconstruction de la grande mosquée de Djenné.
- 1916-1917 : rébellion touarègue de 1916-1917.
- 1917 : le gouverneur Joost van Vollenhoven décrète le travail obligatoire des civils pour des travaux d’équipement de périmètres agricoles et d’infrastructures.
- 1919 (1er janvier) : Bamako et Kayes (Mali) deviennent des communes-mixtes
- 1920 (1er janvier) : Mopti devient une commune-mixte
- 1920 (décembre) : Bamako devient capitale du Soudan français.
- 1932 : mise en place de l’Office du Niger.

## La décolonisation
- 1946 : création à Bamako du Rassemblement démocratique africain (RDA), présidé par Félix Houphouët-Boigny et de sa section malienne l'Union soudanaise-Rassemblement démocratique africain présidée par Modibo Keïta.
- 1947 : inauguration du barrage de Markala
- 1953 : Ségou devient une commune-mixte
- 1953 (14 février) : inauguration du musée soudanais à Bamako qui deviendra le Musée national du Mali en 1960 à l’indépendance.
- 1954 : Sikasso devient une commune-mixte
- 1955 (18 novembre) : une loi prévoit la création de communes de plein exercice à Bamako, Kayes (Mali), Ségou et Mopti.
- 1956 : Modibo Keïta devient maire de Bamako et est élu député à l’assemblée nationale française.

### République soudanaise: 24 novembre 1958 au 21 septembre 1960
- 1958 : Modibo Keïta est élu président de l'Assemblée constituante de la fédération du Mali qui regroupe le Soudan français, le Sénégal, la Haute-Volta et le Dahomey.
- 1960 (20 juin) : indépendance de la fédération du Mali qui regroupe le Sénégal et le Soudan français.
- 1960 (20 juillet) : Modibo Keïta est nommé chef du gouvernement de la fédération du Mali.
- 1960 (20 août) : le Sénégal se retire de la fédération du Mali.
- 1960 (22 septembre) : proclamation de l’indépendance du Soudan français qui devient la république du Mali. Modibo Keïta devient président de la république.

## La première république
- 1961 (20 janvier) : Modibo Keïta, rencontrant l’ensemble du corps diplomatique, annonce sa décision de demander à la France d’évacuer ses bases militaires à Bamako, Kati, Gao et Tessalit. L’occupation de ces bases militaires par l’armée française résultait d’un accord passé entre la France et La fédération du Mali. Le nouveau président malien considère que ces accords sont caducs après la dislocation de la Fédération.
- 1962 (30 juin) : création du franc malien. Plusieurs opposants, dont Fily Dabo Sissoko sont emprisonnés.
- 1962–1964 : rébellion touarègue de 1962-1964.
- 1964 (13 mai) : Modibo Keïta est réélu président.
- 1966 (2 mars) : Une loi fixant le code municipal en République du Mali accorde à toutes les communes un statut commun
- 1967 : Modibo Keïta suspend la constitution et créé le Comité nationale de défense de la révolution (CNDR). La dévaluation du franc malien amène un mécontentement général.

## La dictature de Moussa Traoré
- 1968 (19 novembre) : le général Moussa Traoré organise un coup d’État et renverse Modibo Keïta.
- 1968 (22 novembre) : le capitaine Yoro Diakité est nommé à la tête d’un gouvernement provisoire.
- 1968 (6 décembre) : la constitution est abrogée et remplacée par une loi fondamentale.
- 1969 (19 septembre) : Moussa Traoré remplace Yoro Diakité à la présidence

- 1970 (Décembre) : création de l’Autorité de Liptako-Gourma, une organisation regroupant le Mali, le Burkina Faso et le Niger.
- 1972-1973 : une sécheresse importante s’abat sur le Mali.
- 1974 (2 juin) : Moussa Traoré fait adopter une constitution qui crée la seconde république.
- 1974-1975 : premier conflit frontalier avec la Haute-Volta : guerre de la Bande d'Agacher.
- 1976 (19 novembre) : création du parti unique « Union démocratique du peuple malien » (UDPM)
- 1977 (16 mai) : mort en détention de l’ancien président Modibo Keïta.
- 1977 (12 juillet) : Bamako devient un district, collectivité décentralisée régie par un statut particulier et composé de six communes. La région de Gao est créée.
- 1979 (19 juin) : élection présidentielle. Moussa Traoré est élu.
- 1980 (mars) : des manifestations étudiantes sont réprimées ; le 17 mars 1980, leur chef Abdoul Karim Camara dit « Cabral » décède sous la torture.
- 1980 : mise en service du barrage hydroélectrique de Sélingué.
- 1984 (1er juin) : le Mali intègre l’Union monétaire ouest-africaine (UMOA) et adopte le franc CFA.
- 1985 (9 juin) : Moussa Traoré est réélu président.
- 1985 (décembre) : conflit frontalier avec le Burkina Faso : guerre de la Bande d'Agacher.
- 1987 (28-31 mars) : Moussa Traoré est reconduit dans ses fonctions de secrétaire général de l’UDPM au cours du deuxième congrès.
- 1988 (26 juin) : élections législatives.
- 1990 (27 juin): Attaque par le Mouvement populaire de l'Azawad de Iyad Ag Ghali d'un poste de gendarmerie à Ménaka. Début de la rébellion touarègue de 1990-1996.
- 1990 (18 octobre) : création du Congrès national d’initiative démocratique.
- 1990 (25 octobre) : création de l’Alliance pour la démocratie au Mali (ADEMA) qui deviendra l’Alliance pour la démocratie au Mali-Parti africain pour la solidarité et la justice (ADEMA/PASJ) le 25 mai 1991.
- 1990 (octobre) : création de l'Association des élèves et étudiants du Mali.
- 1991 (6 janvier) : Les accords de Tamanrasset sont entre le gouvernement malien et les mouvements de la rébellions touarègues.
- 1991 (22 mars) : manifestations des opposants à Moussa Traoré réprimées dans le sang.
- 1991 (26 mars) : un coup d’État militaire renverse Moussa Traoré. Un Comité de transition pour le salut du peuple (CTSP) est mis en place avec sa tête le colonel Amadou Toumani Touré.

## La démocratie

### La transition
- 1991 (29 juillet au 12 août) : conférence nationale chargée de préparer le retour à la démocratie.
- 1991 (8 août) : La région de Kidal est créée. Cinq nouvelles communes urbaines (Banamba, Niono, Diré, Dioïla et Bandiagara sont également créées
- 1992 (14 février) : référendum qui approuve une nouvelle constitution instaurant la troisième république.
- 1992 (9 mars) : élections législatives remportées par l’ADEMA/PASJ.
- 1992 (11 avril) : signature d’un pacte pour la paix et la réconciliation entre les Touaregs et le gouvernement.
- 1992 (26 avril) Alpha Oumar Konaré est élu président de la République.

### La3erépublique
- 1992 (8 juin) Younoussi Touré est nommé Premier ministre.
- 1993 (11 février) : une loi définie les collectivités territoriales au Mali.
- 1993 (avril) : manifestations étudiantes. Abdoulaye Sékou Sow remplace Younoussi Touré au poste de premier ministre.
- 1993 (9 décembre) : une tentative de coup d’État échoue.
- 1994 (4 février): Ibrahim Boubacar Keïta est nommé premier ministre.
- 1994-1995 : nouveaux affrontements avec les Touaregs.
- 1994 (19 mai) : le Mouvement patriotique Ganda Koy (les « maîtres de la terre » en  songhaï), créé en avril pour répliquer à la guerre totale déclenché par le Front islamique arabe de l'Azawad (FIIA), déclenche une contre insurrection.
- 1995 : création du Parti pour la renaissance nationale (PARENA).
- 1996 (16 octobre) : création de 684 communes rurales.
- 1997 (13 avril) : premier tour des élections législatives qui seront invalidées par la Cour constitutionnelle.
- 1997 (17 mai) Alpha Oumar Konaré est réélu président de la République.
- 1997 (20 juillet et 3 août) : nouvelles élections législatives boycottées par l’opposition et remporté par l’ADEMA/PASJ.
- 2000 (21 février) : Mandé Sidibé est nommé Premier ministre à la suite de la démission de Ibrahim Boubacar Keïta.
- 2001 (juin) : création du Rassemblement pour le Mali (RPM).
- 2001 (2 septembre) : création du Parti de l'indépendance, de la démocratie et de la solidarité (PIDS).
- 2001 (12 novembre) : création du Parti pour la démocratie et l’autosuffisance (PDA).
- 2002 (12 mai) : second tour de l’élection présidentielle. Amadou Toumani Touré est élu président de la République.
- 2002 (29 mai) : Alpha Oumar Konaré gracie l’ancien dictateur Moussa Traoré et sa femme qui avaient été condamnés à mort en 1992 et 1999 pour crimes politiques et économiques. Leur peine avait été commuée en prison à vie à perpétuité.
- 2002 (8 juin) : investiture d’Amadou Toumani Touré.
- 2002 (9 juin) : Ahmed Mohamed ag Hamani est nommé premier ministre par Amadou Toumani Touré.
- 2002 : le Mali organise la Coupe d'Afrique des nations de football.
- 2002 (Août) : élections législatives.
- 2004 (29 avril) : Ousmane Issoufi Maïga est nommé premier ministre par Amadou Toumani Touré.
- 2004 (30 mai) : premières élections communales sur l’ensemble du territoire.
- 2006 (23 mai) : déclenchement de la rébellion touarègue de 2006 par l'attaque de deux casernes militaires à Kidal et une à Ménaka par des rebelles touaregs et création du mouvement de l'Alliance démocratique du 23 mai pour le changement (ADC).
- 2006 (4 juillet) : signature à Alger d’un accord entre le gouvernement malien et les rebelles touaregs.
- 2007 (29 mai) : réélection d'Amadou Toumani Touré au premier tour de l'élection présidentielle.
- 2007-2009 : rébellion touarègue de 2007-2009 au Mali et au Niger.
- 2007-2012 : attaque de camps militaires maliens le 17 janvier 2012, par le MNLA, ayant comme conséquence le déclenchement de la rébellion touarègue de 2012.
- 2012 (22 mars) : un coup d’État militaire renverse Amadou Toumani Touré.
- 2020 (18 août) : un coup d'État militaire renverse le président Ibrahim Boubacar Keïta.
- 2021 (25 mai) : le colonel Assimi Goïta démet le président de transition Bah N'Daw et le premier ministre de transition Moctar Ouane de leurs fonctions[1].
- date indéterminée : élection présidentielle et élections législatives.